# Корнволл (Коннектикут)
Корнволл (англ. Cornwall) — місто (англ. town) в США, в окрузі Лічфілд штату Коннектикут. Населення — 1567 осіб (2020).

## Демографія
Згідно з переписом 2010 року, у місті мешкало 1420 осіб у 628 домогосподарствах у складі 402 родин. Було 1007 помешкань
Расовий склад населення:
| - 97,6 % — білих - 0,6 % — азіатів - 0,2 % — чорних або афроамериканців - 0,1 % — корінних американців |

До двох чи більше рас належало 1,3 %. Частка іспаномовних становила 2,4 % від усіх жителів.
За віковим діапазоном населення розподілялося таким чином: 19,6 % — особи молодші 18 років, 59,5 % — особи у віці 18—64 років, 20,9 % — особи у віці 65 років та старші. Медіана віку мешканця становила 50,1 року. На 100 осіб жіночої статі у місті припадало 98,3 чоловіків;  на 100 жінок у віці від 18 років та старших — 97,7 чоловіків також старших 18 років.
Середній дохід на одне домашнє господарство  становив 113 802 долари США (медіана — 76 563), а середній дохід на одну сім'ю — 138 619 доларів (медіана — 90 938). Медіана доходів становила 60 000 доларів для чоловіків та 52 708 доларів для жінок. За межею бідності перебувало 5,7 % осіб, у тому числі 6,1 % дітей у віці до 18 років та 4,9 % осіб у віці 65 років та старших.
Цивільне працевлаштоване населення становило 697 осіб. Основні галузі зайнятості: освіта, охорона здоров'я та соціальна допомога — 25,0 %, науковці, спеціалісти, менеджери — 20,5 %, будівництво — 11,2 %, мистецтво, розваги та відпочинок — 9,0 %.